# Аверінське
Аве́рінське (рос. Аверинское) — село у складі Сисертського міського округу Свердловської області.
Населення — 448 осіб (2010, 501 у 2002).
Національний склад населення станом на 2002 рік: росіяни — 84 %.